# Kepler-186f

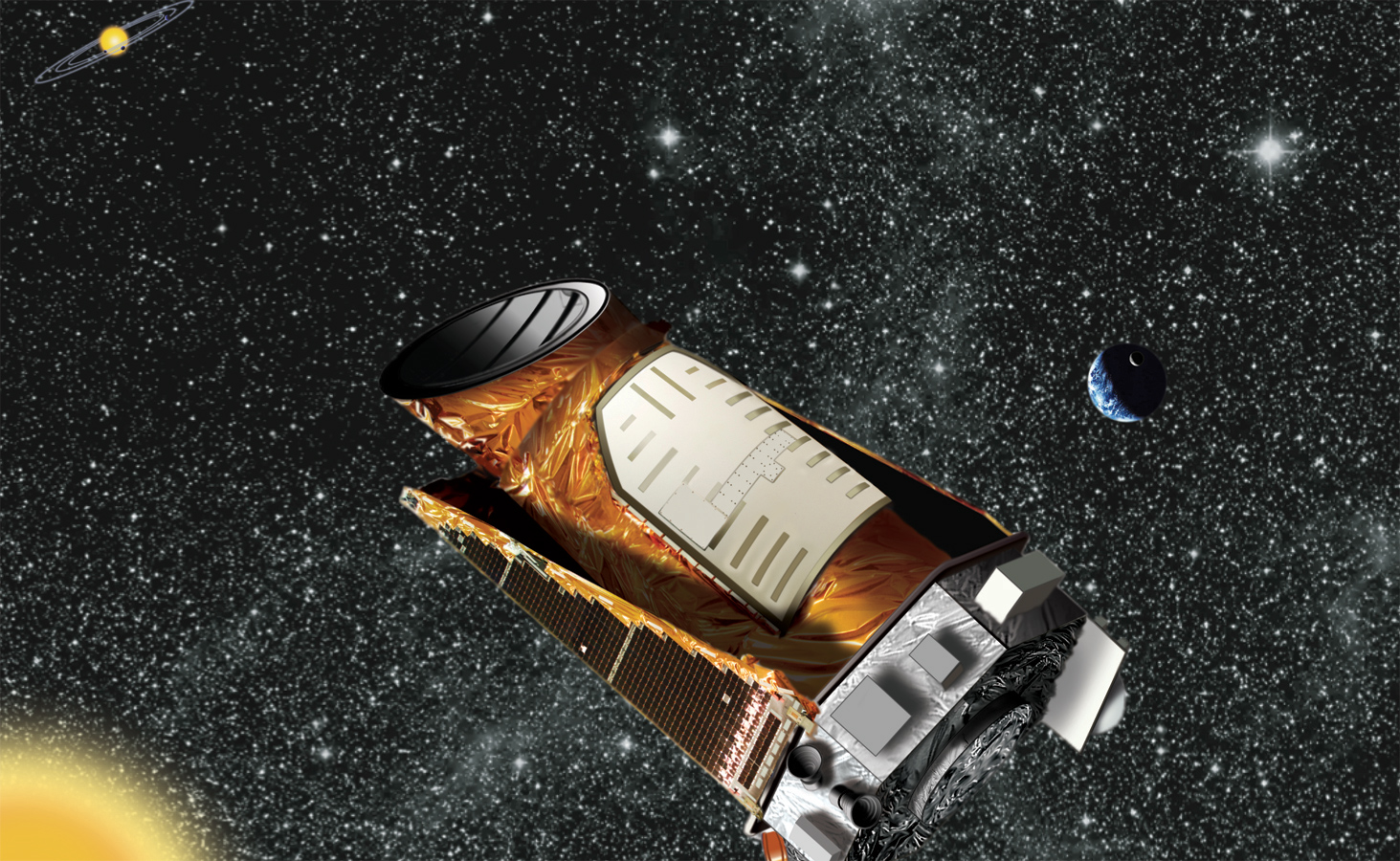
Kepler (satelliet)

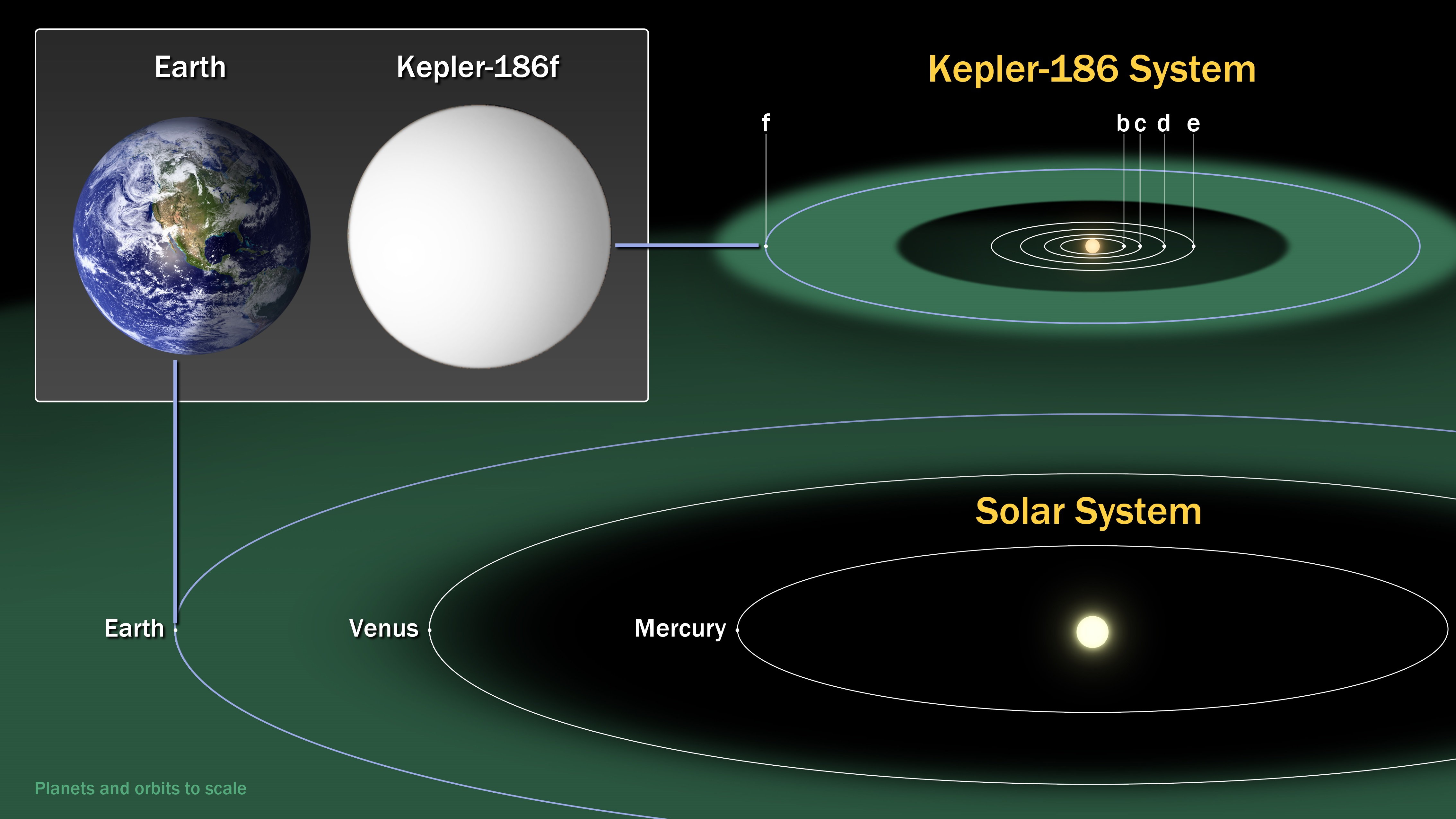
Het Kepler-186 stelsel vergeleken met het Zonnestelsel

Kepler-186f is de naam van de eerste aardse planeet die ontdekt is in de bewoonbare zone rond een andere ster. Deze ontdekking werd gedaan door de Kepler ruimtetelescoop van de NASA.  De planeet beweegt rondom een M-dwerg (of rode dwerg). Dit is een sterrenklasse die 70 procent uitmaakt van de sterren in de Melkweg. De ster waar het hier om gaat, is half zo massief als onze Zon en is half zo groot.
De bewoonbare zone wordt gedefinieerd als het interval in afstand van de ster waar op het planeetoppervlak het bestaan van vloeibaar water mogelijk is. Er werden eerder al planeten gevonden in de bewoonbare zone, maar deze waren minstens 40 procent groter dan de aarde.
Kepler-186f beweegt rond zijn ster (Kepler-186) in 130 dagen en ontvangt één derde van de energie die de Aarde ontvangt van de Zon.  Hierdoor staat hij aan de buitenste rand van de bewoonbare zone. Op het lokale middaguur is de ster even helder als onze Zon is, één uur voor zonsondergang. Kepler 186-f is ongeveer 10 procent groter dan de Aarde.
M-dwergen zijn de meest voorkomende sterren. Als er naar buitenaards leven gezocht wordt, zal dat waarschijnlijk rondom soortgelijke sterren gevonden worden.
Dat de planeet zich in de bewoonbare zone bevindt, betekent niet dat er daadwerkelijk leven is. De temperatuur op de planeet is sterk afhankelijk van de atmosfeer die er heerst. Verschillende eigenschappen, voorkomend op de planeet, komen echter wel overeen met de Aarde.
Kepler-186f behoort tot het Kepler-186 systeem dat zich op een afstand van 500 lichtjaar in het sterrenbeeld Zwaan bevindt. Het systeem omvat nog vier andere planeten: Kepler-186b, Kepler-186c, Kepler-186d, en Kepler-186e die in respectievelijk 4, 7, 13 en 22 dagen rond hun ster wentelen. Dit maakt hen te heet om leven zoals wij het kennen mogelijk te maken. Deze vier binnenplaneten zijn kleiner dan anderhalfmaal de aarde.
Alhoewel de afmetingen van Kepler-186f bekend zijn, zijn de massa en samenstelling niet bekend.  Metingen van andere planeten doen vermoeden dat de planeet rotsachtig is. De volgende stap in het onderzoek naar exoplaneten is het meten van de chemische samenstelling. De Kepler ruimtetelescoop kan 150.000 sterren gelijktijdig waarnemen. Het is de eerste missie van de NASA die in staat is aardachtige planeten te ontdekken. Een exoplaneet wordt ontdekt door de vermindering van de lichtsterkte van de ster te meten wanneer de planeet voor de ster langs gaat. Hierdoor kan de grootte, de periode en de hoeveelheid energie die de planeet van de ster ontvangt, bepaald worden.